# Sason sechellanum
Sason sechellanum là một loài nhện trong họ Barychelidae. Loài này phân bố ở Seychelles.